# Osthopis exocausta
Osthopis exocausta är en fjärilsart som beskrevs av George Francis Hampson 1926. Osthopis exocausta ingår i släktet Osthopis och familjen nattflyn. Inga underarter finns listade i Catalogue of Life.